# Miguel Berrocal

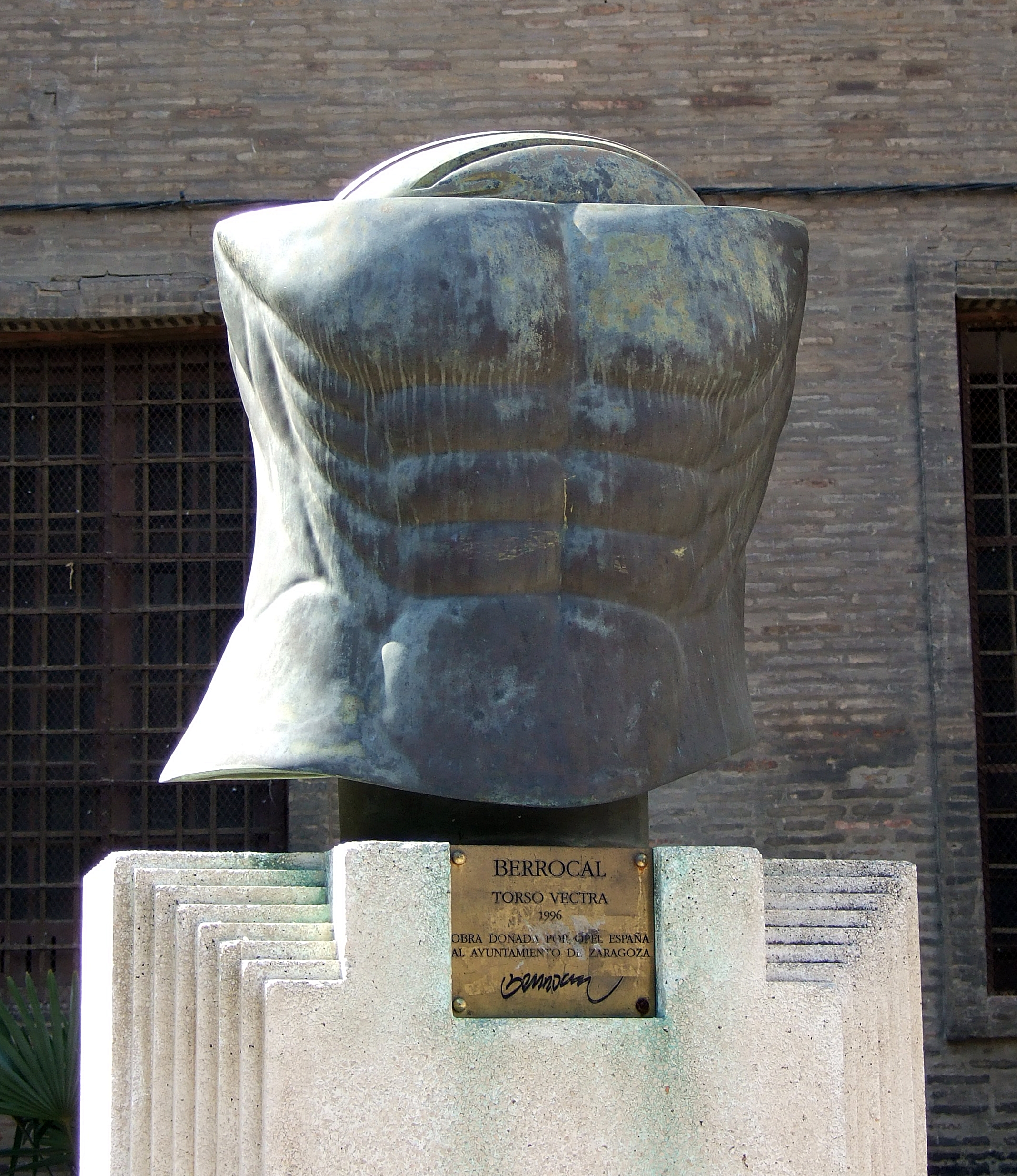
"Torso Vectra" von Berrocal in Saragossa (1996)

Miguel Ortiz Berrocal (* 28. September 1933 in Algaidas, Provinz Málaga, Andalusien; † 31. Mai 2006 in Antequera, Spanien) war ein spanischer Bildhauer. Er ist vor allem bekannt für seine Klein-Plastiken, die sogenannten „Puzzle-Skulpturen“.

## Leben und Werk
Miguel Ortiz Berrocal war verheiratet mit Maria Cristina Blais von Sachsen-Coburg-Gotha und Braganza, der Tochter von Maria Pia von Sachsen-Coburg-Gotha und Braganza.
Er studierte Mathematik und Architektur an der Universität von Madrid, später Kunst in Paris und Rom, bevor er sich in Negrar, bei Verona niederließ. Ende der fünfziger Jahre begann Berrocal mit seinen Puzzle-Skulpturen aus Metall. Seine erste demontierbare Skulptur schuf er 1959. Mit diesen besonderen, eher kleinen Bildhauerarbeiten errang er internationale Aufmerksamkeit, so war er unter anderem Teilnehmer der documenta III in Kassel im Jahr 1964. Seine Arbeit zeigt Einflüsse von Eduardo Chillida. Seine Skulpturen sind Teil internationaler Sammlungen, zum Beispiel des Museum of Modern Art in New York City.
Miguel Ortiz y Berrocal starb 2006 in Antequera an Prostatakrebs.

## Auszug repräsentativer Werke
- Opus 8 BALAUSTRADAS 1955-57 Roma
- Opus 28 LA BOÎTE DECOUPÉE 1959 Roma
- Opus 30 ESCULTURA 1958 Roma
- Opus 31 GRAND TORSE 1959 Roma
- Opus 32 LE BIJOU 1960 Roma
- Opus 38 TORSO HER 1961 Crespières
- Opus 43 PAJARO COMO LEON 1961 Crespières
- Opus 45 MUJER 1961 Crespières
- Opus 50 VIA APPIA 1961 Crespières
- Opus 55 LES AMANTS 1961 Crespières
- Opus 60 MERCEDES 1962 Crespières
- Opus 83 LA FEMME PRISIONNIERE 1963 Crespières
- Opus 92 MARIA DE LA O 1962-64 Crespières
- Opus 101 ROMEO E GIULIETTA 1966-67 Crespières-Verona
- Opus 107 MINI DAVID 1967 Negrar
- Opus 114 GOLIATH 1968-72 Negrar
- Opus 115 RICHELIEU 1968-73 Negrar
- Opus 117 LA MENINA II 1972 Negrar
- Opus 123 IL COFANETTO 1969-75 Negrar
- Opus 129 MONUMENTO A PICASSO 1972-74 Negrar
- Opus 130 ALMUDENA1974 Negrar
- Opus 166 MANYMOREHORSES 1976-79 Negrar
- Opus 167 OMAGGIO AD ARCIMBOLDO 1976-79 Negrar
- Opus 250-259 ALMOGAVAR I – X 1981-83 Negrar
- Opus 397 MANOLONA 1991-92 Madrid
- Opus 444 ADRIANO BIG 1994 Negrar